# Källviksbacken
Källviksbacken är en skidanläggning cirka 5 km söder om Falun. Anläggningen har 2 liftar och 4 backar varav 3 st. är i bruk. Backen ägs av Falu kommun, men drivs ideellt av IFK Falun Alpin. I december 2007 stod det klart att Falu kommun skulle satsa cirka 1 miljon kronor på att rusta upp Källviksbacken. Pengarna investerades i ett nytt toppmodernt snökanonsystem med ett nytt rörsystem och nya snökanoner. Även allmän upprustning av backen skedde då värmestugan renoverades och ett nytt pistmaskinsgarage och målhus byggdes. Tack vare det nya snökanonsystemet kunde de två gamla backarna Branten och Lekbacken (Falu SnowPark) som inte varit öppna på 10 år nyöppnas.

## Backarna
Källviksbacken har fyra backar: Familjebacken, Branten, Falu SnowPark och Tävlingsbacken. Alla backar utom Tävlingsbacken är i bruk. Säsongen 2008/2009 nyöppnades Branten och Falu SnowPark efter att varit stängda i över tio år.

## Träningsverksamhet
Skidklubben IFK Falun Alpin bedriver sin träningsverksamhet i Källviksbacken. Friluftsfrämjandet driver skidskola för nybörjare under januari–februari.